# 小行星4817
小行星4817（4817 Gliba）是一颗围绕太阳公转的小行星。1984年2月27日，亨利·德波鸿诺在拉西拉天文台发现了此天体。
这颗小行星的绝对星等为252.4806235944514等。